# متیو بوش
متیو بوش (انگلیسی: Matthew Busche؛ زادهٔ ۹ مهٔ ۱۹۸۵) دوچرخه‌سوار اهل ایالات متحده آمریکا است.
از باشگاه‌هایی که در آن بازی کرده‌است می‌توان به تیم ریدیوشک، تیم ترک-سگافردو، و تیم دوچرخه‌سواری یونایتدهلثکر اشاره کرد.